# 喀爾巴阡木教堂群
喀爾巴阡木教堂群是位於斯洛伐克的一處世界文化遺產，包括16世紀至18世紀建造的9處基督教建築群。這個世界遺產包括了斯洛伐克的8個木造教堂和一座鐘樓。教堂中有2座是羅馬天主教教堂，3座新教教堂和3座東正教教堂。除了這8座教堂之外，斯洛伐克國內還有50座以上木質教堂。